# Três Lagoas

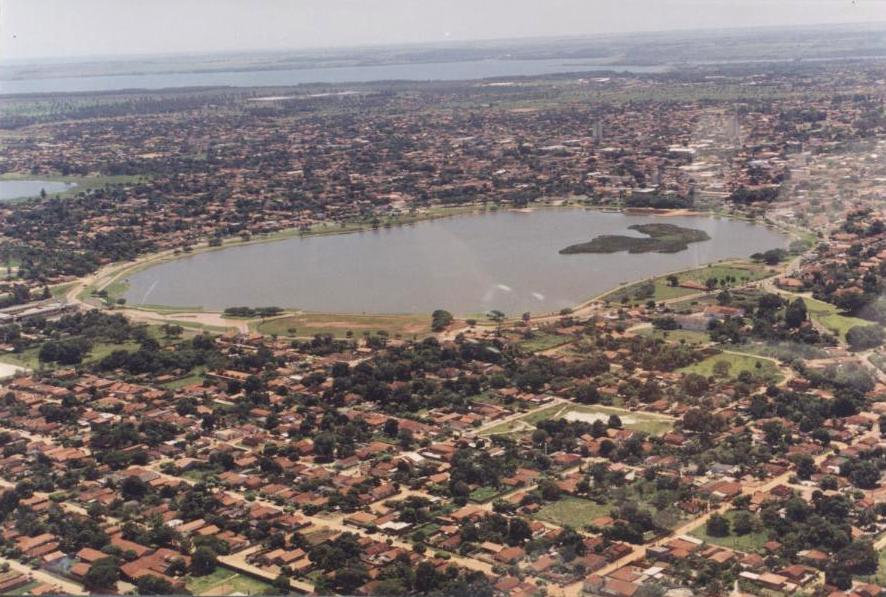
Vista aérea de Três Lagoas.

Três Lagoas es un municipio brasileño de la región Centro-Oeste de Brasil, localizado en el estado de Mato Grosso do Sul. Es la cuarta ciudad más poblada e importante del estado. Fue fundada en 1915, iniciándose su colonización en la década de los 80 del siglo XIX. Su nombre deriva de las tres lagunas que existen en la región. 
La ciudad presenta una razonable distribución de la renta sin existir grandes núcleos de población bajo el umbral de la pobreza. Se trata de un centro regional que posee todos los servicios propios de un centro urbano, que además ofrece a sus ciudadanos una alta calidad de vida.
Situada en un punto de cruce de las redes viarias, fluviales y ferroviarias de Brasil, posee un acceso privilegiado a las regiones Centro-Oeste, Sudeste y Sur del país, así como a otros países de América del Sur. Debido a esto, así como a la disposición de energía, agua, materias primas y mano de obra suficiente, la ciudad se encuentra en una fase de transición económica y rápida industrialización. El turismo representa también un enorme potencial económico para la localidad. 
Três Lagoas ha recibido billones de dólares en inversiones y se espera que en 2011 se convierta en la segunda ciudad más importante en términos económicos y políticos de Mato Grosso do Sul. La publicación brasileña Exame la ha catalogado como uno de los polos más importantes del desarrollo de Brasil.

## Geografía

### Localización
El municipio de Três Lagoas se encuentra situado en el extremo oriental de Mato Grosso do Sul, expandiéndose hasta el Río Sucuriú y el distrito de Arapuá al norte y oeste, respectivamente, y encontrándose el Río Paraná y el estado de São Paulo al este, y el Río Verde al sur. 
Posee un área de 10.235,8 km² , estando situado entre las siguientes coordenadas: 20' 45' 04" de Latitud Sur y 51' 40' 42" Longitud Oeste. Su menor altitud es de 260 metros en el Río Paraná y la mayor es de 518 m s. n. m. en la sierra del Distrito de Gracias. En el núcleo urbano, la altitud media se sitúa en 320 m s. n. m. La altitud media del municipio se encuentra entre los 340 y 400 metros. 

### Geología

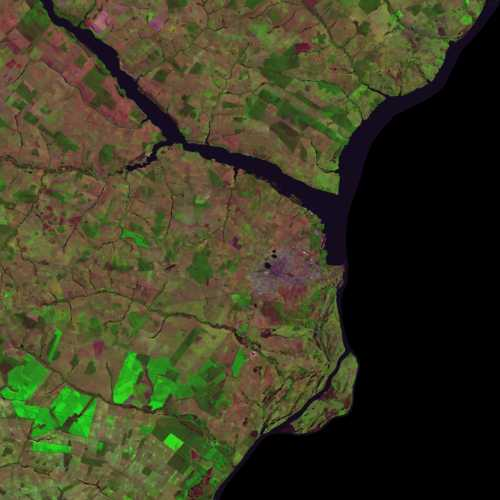
Três Lagoas vista desde el espacio.

El municipio se encuentra en una zona de litología de los grupos de São Bento, Bauru, de la Cuenca del Paraná así como de algunas cenozoicas, que se componen de dos tipos, las terciarias y cuaternarias y los aluviones recientes. 
El suelo está compuesto, principalmente, de tierras rojas y amarillas, con un nivel de acidez de entre 4,3 y 6,2 de PH. Se trata de suelos minerales, no hidromórficos, que pueden llegar a tener una importante profundidad. Se encuentra bien drenados y son muy porosos. 
En el perímetro urbano, el suelo altamente poroso dificulta las grandes construcciones, pues no ofrece la sustentación requerida para las estructuras pesadas. Debido a esto, la ciudad carece prácticamente de edificios de más de una planta.

### Clima
El municipio de Três Lagoas pertenece a la zona climática A, siendo su tipo climático el clima tropical de sabana (Aw), de acuerdo con la clasificación de Köppen. La temperatura media local es de 26 °C. Posee una estación lluviosa (en verano) y una seca (en invierno). El cómputo total de precipitaciones en áreas de influencia directa del tipo Aw está comprendido entre 900 mm y 1400 mm. 
Três Lagoas posee no obstante una serie de peculiaridades debido a su posición geográfica y a las masas de aire que llegan del sur, del este y del oeste. Por este motivo, el clima de la localidad es distinto que el de Mato Grosso do Sul y del oeste paulista. 
En el invierno, como norma general no hay precipitaciones durante los tres meses, es decir, de junio a agosto, manteniéndose la estación seca a veces hasta mediados de septiembre. Entre julio y septiembre hay un déficit hídrico anual en torno a 30mm, aunque el agua se mantiene en el subsuelo durante la mayor parte del estío. Esta estación es cada vez más cálida, y en la actualidad apenas se aprecian las heladas que tenían lugar frecuentemente hasta los 80. Antes, durante el invierno, la temperatura treslagoense se aproximaba hasta los cero grados durante las noches, llegando en algunas ocasiones a números negativos. 
El trimestre con mayores precipitaciones es el verano austral (noviembre, diciembre y enero), diciembre es el mes con mayores precipitaciones debido a las tormentas de verano que llegan desde el sur. La lluvia es abundante y, en la mayoría de los casos, tiene lugar durante los fines de semana. Al igual que ocurre durante el invierno, los veranos son cada vez más cálidos. Las precipitaciones no han cambiado significativamente. La media de precipitaciones se sitúa en 100 mm mensuales entre los meses de octubre y marzo.

### Hidrografía

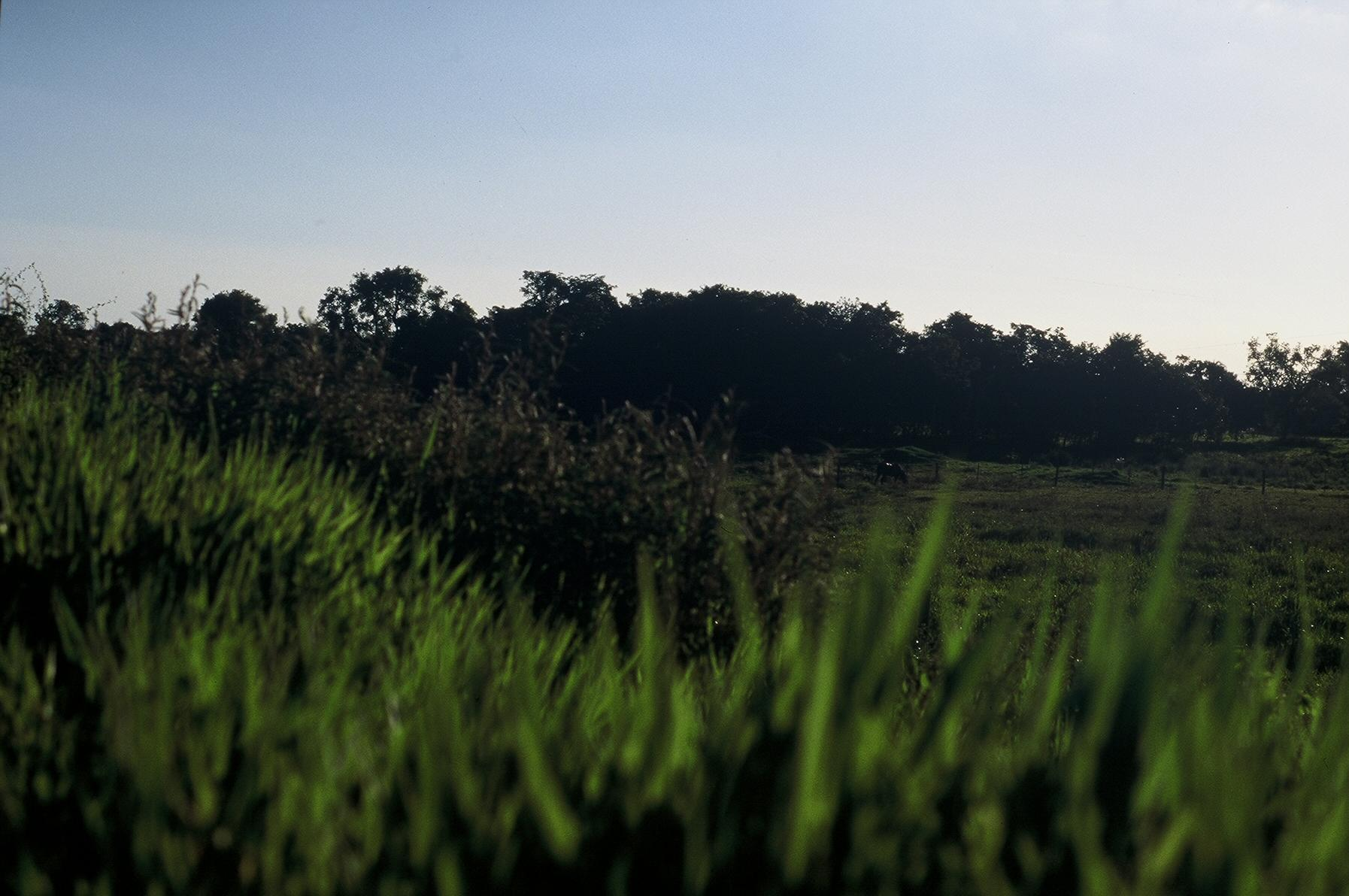
Paisaje rural de Três Lagoas.

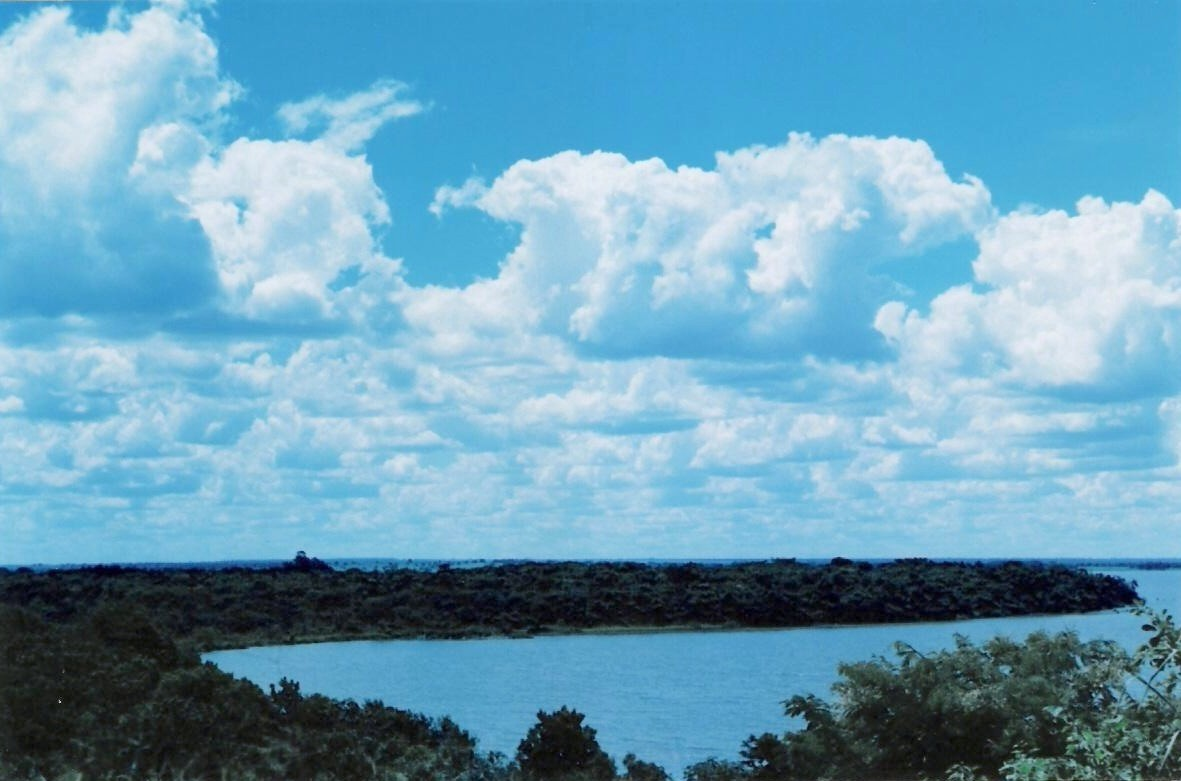
Resquícios de Mata Atlántica en la zona de Cascalheira.

La hidrografía de la región es rica. Además de los ya citados ríos y lagunas, existen varios arroyos y riachuelos. Los ríos subterráneos de la región son fáciles de encontrar, existiendo en una cota media de entre 20 y 100 metros en el subsuelo. 
Três Lagoas se encuentra en la Cuenca del Paraná, que posee un área de 700.000 km², lo que la convierte en la quinta mayor cuenca del mundo. Además existen dos subcuencas reseñables, la del Río Verde y la del Río Sucuriú. La red hidrográfica treslagoense se compone de los ríos Paraná, Pombo, Sucuriú y Verde, además de los arroyos de Baguaçú, Bonito, Brioso, Campo Triste, Imbaúba etc. 
Aparte de eso, el municipio se encuentra sobre el mayor lago subterráneo del mundo, el Acuífero Guaraní. Así como los ríos subterráneos, el agua del acuífero puede ser extraída fácilmente a través de pozos. 
El agua potable que utiliza la población de la localidad se obtiene de los ríos subterráneos, y es considerada una de las mejores del país. Por la gran cantidad de agua disponible, a la ciudad también se la conoce como la Cidade das Águas (ciudad del agua).

### Vegetación
Três Lagoas posee un conjunto fitogeográfico uniforme, existiendo campos limpios y bosques de hoja perenne así como de plantas mesófilas. La vegetación predominante es el cerrado. También existen restos de Mata Atlántica, que se alternan perpendicularmente en las márgenes del Paraná con el Cerrado, despareciendo conforme se distancian del río.

## Historia

### Orígenes
Hace siglos, antes de la colonización por el hombre blanco, vivían en la región este de Mato Grosso do Sul, donde actualmente se encuentra la ciudad de Três Lagoas, la tribu indígena de los Ofaié. Siendo un grupo de la familia Macro-Jê, los Ofaié descienden de las civilizaciones indígenas del Chaco en Bolivia. Eran cazadores, recolectores y pescadores, desplazándose entre las tierras localizadas entre el Paraná y la Serra de Maracaju hasta el Río Sucuriú.
A partir del siglo XVIII, la región de Três Lagoas y sus habitantes, los Ofaié, sufrieron visitas de los bandeirantes paulistas, en excursiones para el reconocimiento del territorio. En 1829, una expedición enviada por João da Silva Machado, atravesó el río Paraná y entró en contacto con los indios, que eran pacíficos.
El municipio de Paranaíba y la colonización del sur de Mato Grosso
Januário García Leal, José García Leal, João Pedro García Leal, Joaquim García Leal y sus demás hermanos, acompañados por sus respectivas familias, empleados y esclavos se asentaron en la región huyendo de las persecuciones políticas. Los García Leal y sus allegados crearon el asentamiento de Sete Fogos, actualmente Paranaíba, al norte del área de Três Lagoas. Con ellos llegaron otros ganaderos, que se asentaron en las márgenes del Río Paranaíba.
Aunque tales conquistadores se mantuvieron a cierta distancia de los amerindios, cuando toda la región entre los ríos Sucuriú y Paranaíba había quedado despoblada de indígenas, los Ofaié siguieron manteniendo una distancia de seguridad que los separaba de los colonizadores. En la década de 1840, Joaquim Francisco Lopes lleva a cabo otra expedición por los confines del sur de Mato Grosso, encontrándose con los Ofaiés en las cabeceras de los ríos Negro, Taboco y Aquidauana, afluentes del Río Paraguay.
A partir de mediados del siglo XIX, los bandeirantes paulistas, que enseguida se convertían en granjeros y ganaderos, comenzaron a atravesar el Paraná para establecerse en lugares yermos del centro y este del actual estado de Mato Grosso do Sul, persiguiendo y esclavizando a los amerindios nativos. Los Ofaié, que eran nómadas, huyen de la región, refugiándose en el sur y oeste de la región. 
La región que se convertiría en el actual municipio de Três Lagoas, mientras tanto, permanecería salvaje, ya que el interés de los colonizadores paulistas era expandir las fronteras hacia el oeste, con el propósito de asegurarse grandes extensiones de tierra. La región de Três Lagoas se mantendría bajo la influencia de los colonizadores de Paranaíba, que terminarían por establecerse en el sur. 

Con la repartición de las propiedades y la delimitación de las posesiones en las márgenes de los ríos, comenzó la llegada de mineros a las zonas, creándose grandes latifundios. 
Expansión al sur de Panaraíba e inicio de la colonización de Três Lagoas
En 1867, durante la guerra del Paraguay, el vizconde de Taunay se encontraba de viaje desde Aquidauana hasta Río de Janeiro para llevar a la corte noticias sobre una retirada. En su recorrido atravesó la región de Três Lagoas y dejó escrito en su obra “Reminiscencias”, "El día 30 de junio de 1867 estábamos en el vasto rancho del señor José Pereira, buen minero que nos acogió de forma óptima y era el primer habitante que nos encontramos entre la salida de Camapuã y la entrada de Santana do Paranaíba, un poco más habitado (...) próximo ya de la villa de Santana do Paranaíba".
Al apuntar que José Pereira fue el primer habitante que se encontraba en el área de Paranaíba, incluso estando esto muy cerca de aquella ciudad, las anotaciones de Taunay dejan claro, que en 1867, la colonización de la zona se reducía prácticamente a los alrededores de la ciudad, es decir, bastante lejos del actual municipio de Três Lagoas, que está más al sur. Esto no quiere decir, no obstante, que la región treslagoense no estuviese siendo explorada. Al contrario, José García Leal, considerado "el principal hombre de sertão", poseía "innumerables posesiones" en los ríos Sucuriú y Verde, siendo este el motivo de la huida de los Ofaiés, para evitar confrontaciones. Esas posesiones, no obstante, permanecían sin estar habitadas. En los campos de Cerrado se llevaba a cabo la práctica de la ganadería extensiva. De esta forma, el propietario y sus empleados sólo tenían que acudir cada dos meses para vigilar al ganado. En el norte de Paranaíba, en las tierras que actualmente ocupa el estado de Goiás también se practicaba el mismo tipo de ganadería. 
Con el fin de la guerra del Paraguay, los ganaderos y colonizadores volvieron al centro y al oeste de Mato Grosso do Sul, reuniendo los restos de rebaños y repartiéndolos entre los nuevos pobladores.
En la década de 1880 llegaron a los territorios que ocupa actualmente el municipio sus tres primeros habitantes. Antonio Trajano dos Santos, se instaló entre el Arroyo Palmito y el Río Sucuriú, denominándola Fazenda das Alagoas (hacienda de las lagunas), debido a las tres grandes lagunas que existen.

### Creación

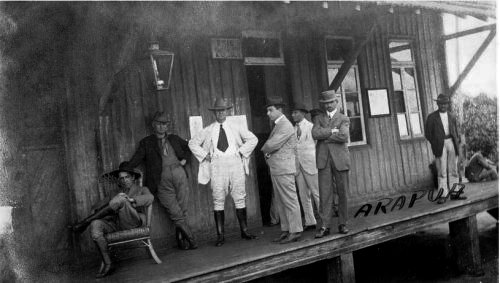
Estación de Arapuá en 1917

A principios del siglo XX, la propiedad de Antônio Trajano dos Santos, denominada Fazenda das Alagoas, pasó a tener el nombre de Coletoria, debido a que halló se instaló un punto de recaudación de impuestos para gravar a la ganadería.
En 1909 se fundó un campamento de ingenieros en las márgenes de la Lagoa Maior, en la Fazenda das Alagoas, en el lugar en que hoy se sitúa la ciudad, ya que se estaba construyendo la vía de tren del noroeste de Brasil. Los Ofaiés habían abandonado el lugar hacía unas dos décadas.
Al norte del Río Sucuriú, Jovino José Fernandes se convirtió en dueño de una gran plantación de caña de azúcar y una destilería, lo que le convirtió en uno de los hombres más ricos de la zona.
En 1910, desde el campamento de ingenieros se impulsó la idea de edificar varias casas con el fin de desarrollar un nuevo poblado. Se creó una plaza, donde se edificó una iglesia en homenaje a San Antonio de Padua, que fue proclamado el patrón local. Oscar Guimarães fue el encargado de crear el plano urbanístico mientras que Justino Rangel, empleado de la constructora Machado de Melo & Cia. Sería el encargado de dirigir las obras de construcción.
El distrito fue creado por la ley n.º 656 de 12 de junio de 1914, dependiente de Sant'Anna do Paranaíba. La Villa de Três Lagoas fue creada por la ley estatal n.º 706, de 15 de junio de 1915, siendo aun parte de la comarca de Panaraíba, pero políticamente emancipada. En agosto del mismo año, Três Lagoas se convirtió en municipio. El 8 de agosto se celebran elecciones para el ayuntamiento, siendo elegido el coronel Antônio de Sousa Queirós primer alcalde de la ciudad. La separación de la comarca de Paranaíba tuvo lugar el 27 de diciembre de 1916, a través del Decreto-ley n.º. 768.
El 10 de octubre de 1920, Elmano Soares lanza, junto con Bernardo de Oliveira Bizca, el primer número de la Gazeta do Comércio, el primer periódico semanal del entonces estado de Mato Grosso. Debido a su forma polémica y politizada de escribir, Elmano Soares sufrió persecuciones por el contenido de sus artículos, teniendo que renunciar en algunas ocasiones a seguir escribiendo e incluso teniéndose que marcharse de Três Lagoas para salvar su vida. El periódico, no obstante, terminó por convertirse en uno de los más leídos de la región.
La villa de Três Lagoas recibió la calificación de ciudad a través de la resolución n.º. 820, de 19 de octubre de 1920, durante el gobierno de Francisco de Aquino Corrêa. Sin embargo, la celebración de la emancipación política de Três Lagoas se celebra el 15 de junio. A principios de la década de 1920, el gobernador del estado de Mato Grosso, dona tres mil seiscientas hectáreas de terreno al municipio.

### Guerras civiles
En La Columna Prestes, de Neil Macaulay, se dice que “1.500 soldados rebeldes” marchaban por el interior brasileño tras un “movimiento militar revolucionario” fracasado. Tales tropas rebeldes, teniendo como comandante a Isidoro Dias Lopes, habían atacado São Paulo el 5 de julio de 1924 y ocupado la ciudad durante veintitrés días, exigiendo la renuncia del entonces presidente Artur Bernardes. La fecha había sido escogida como conmemoración del segundo aniversario de la Revuelta de los 18 del fuerte de Copacabana. Las tropas revolucionarias serían expulsadas por el ejército y estarían vagando por el estado de São Paulo. 
También según Neil Macaulay, “En Bauru, Izidoro [Dias Lopes] supo que había una gran tropa federal en (...). Los rebeldes arremetieron contra la concentración de leales al gobierno [en la ciudad] (…). El ataque sería dirigido por Juárez Távora. En Porto Epitácio, su batallón reforzado por 570 hombres (...) embarcó en dos vapores rumbo a las cercanías de Três Lagoas. Al amancer del día siguiente(...), los soldados de Juárez se prepararon para atacar [la ciudad] (...). Los rebeldes podían oír el ruido de las locomotoras de la vía férrea del Noroeste. (...) El encuentro en Três Lagoas dejó a un tercio del batallón muerto, herido, prisionero o desaparecido. Juárez había perdido la batalla más sangrienta de la revuelta. Esta también pudo haber sido la batalla decisiva de la revolución”.
Durante esas luchas, habría fallecido en soldado José Carvalho de Lima, cuya tumba es actualmente un objeto de devoción. Según Lúcio Queirós Moreria, en su libro Do Sonho à Realidade, “se cuenta que un soldado, gravemente herido (…), se arrastró en busca de socorro, falleciendo donde hoy se encuentra la tumba. El nombre del soldado sería José Carvalho de Lima. Otra versión dice que allí enterraron a varios combatientes. La tumba se encuentra en la confluencia de las calles Quinzinho de Campos y Jamil Jorge Salomão”.
Lugar de la gran victoria de los leales al gobierno en 1924, el aislamiento geográfico de la región treslagoense, sin embargo, favorecía a los sentimientos revolucionarios. Ya en los años 1920, se nota la falta de sentimiento nacional de los habitantes de la ciudad con respecto al estado de Mato Grosso. Se identificaban mucho más con el estado de São Paulo, por estar más cerca en términos geográficos. 
Durante la revolución de 1932, en Três Lagoas volvería a haber lucha armada. Esta vez, sin embargo, la ciudad no acogería a las tropas del gobierno, sino que las consideraría enemigas. Tales tropas del gobierno, que luchaban contra el ejército rebelde de Três Lagoas, llegaron principalmente por el norte, estableciéndose en la región de Ribeirão Beltrão. Desde ahí marcharían hasta el Río Sucuriú, para rodear la ciudad.

### Dictadura Militar

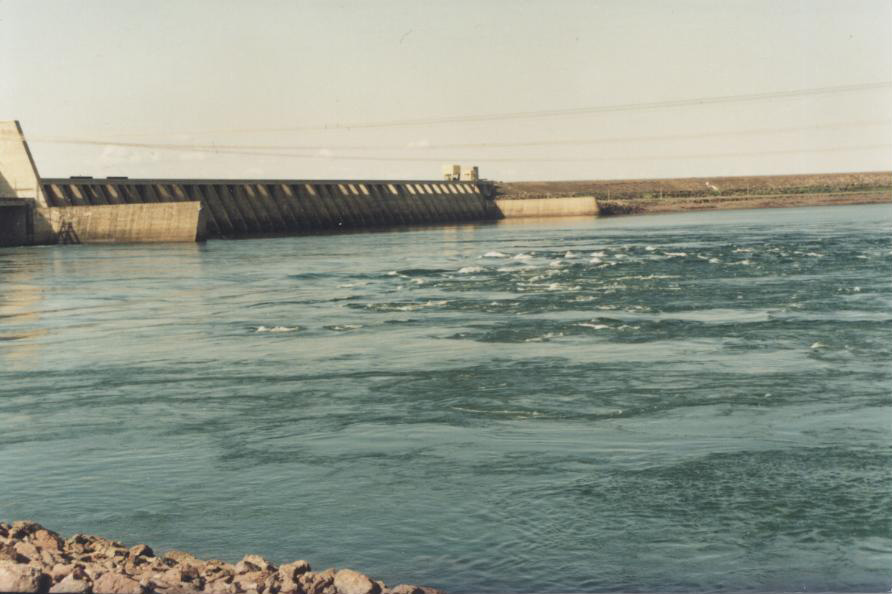
La presa vista desde el Jupiá.

En la década de 60, se inicia la construcción de la presa eléctrica de la localidad. En 1974 terminó su construcción, convirtiéndose en la presa más grande de Brasil. En la actualidad, esta presa es la tercera en tamaño del país, estando considerada como una de las más eficientes, en relación con el área anegada y la energía producida.
Su posición estratégica y su proximidad a una fuente de energía eléctrica tan importante para el país llevaron a que durante la dictadura militar, el municipio fuese considerado "Área de Seguridad Nacional" por el Decreto-Ley n.° 1105, de 20 de mayo de 1970. Los alcaldes pasaron a ser nombrados por el gobernador del estado, con la aprobación del Presidente de la República. No existía la figura del teniente alcalde, y en caso de que el puesto de alcalde estuviese vacante, lo ocuparía el presidente de la cámara municipal, hasta que se nombrara a un nuevo alcalde. En 1985, los alcaldes volvieron a ser elegidos democráticamente. 
Durante la dictadura militar, los gobiernos municipales sufrieron varios cambios de rumbo debido a que su política era dirigida desde la presidencia del Estado.

## Política
| Centros de votación | Centros de votación | Centros de votación |
| Zonas               | Locales             | Secciones           |
| ------------------- | ------------------- | ------------------- |
| 9.ª                 | 9                   | 76                  |
| 51.ª                | 16                  | 66                  |

Três Lagoas cuenta con el cuarto mayor colegio electoral del Estado de Mato Grosso do Sul. El número de electores se sitúa en 57.582 (28.034 hombres y 29.548 mujeres).
La Cámara Municipal está compuesta por diez concejales y un alcalde-presidente. La alcaldesa actual es Simone Tebet del Partido del Movimiento Democrático Brasileño cuyo mandato se desarrollará en el periodo (2005/2008).

### Símbolos oficiales
Escudo

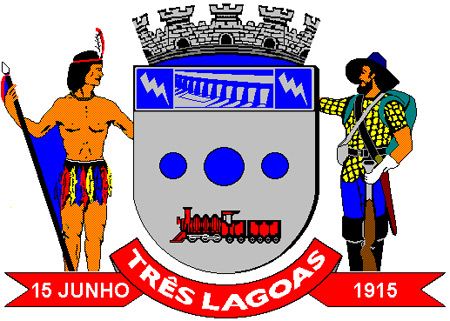
Escudo de Três Lagoas.

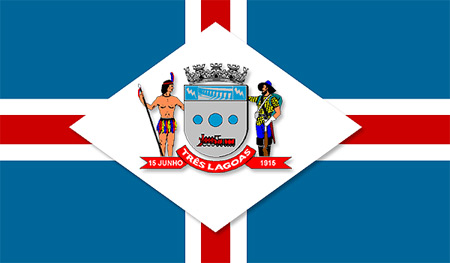
Bandera de Três Lagoas.

El escudo de Três Lagoas se compone de siete elementos. En la parte superior se puede ver la fachada de un castillo reproducida varias veces, destacando sus almenas – este es un símbolo común en las heráldicas de municipios y estados, que hace referencia al Reino de Castilla. Debajo del castillo están representadas las compuertas de la presa hidroeléctrica de Jupiá, estando rodeada por rayos que simbolizan la electricidad que esta produce. Al lado izquierdo del escudo se encuentra un indio, en representación a los Kaiowá, que junto con los Ofaiés habitaron en el territorio treslagoense hasta mediados del siglo XX. La lado derecho, se encuentra un bandeirante, pues fueron estos los primeros brasileños blancos en llegar a la zona. Al centro del escudo, se encuentran tres círculos que representan a las tres lagunas que dan nombre a la ciudad. Debajo de ellos se encuentra una locomotora, que simboliza la importancia que tuvo este medio de transporte para la colonización de la zona. Una cinta en la parte inferior marca la fecha de emancipación del municipio. 
Bandera
La bandera de la localidad se compone del escudo de la ciudad sobre un rombo blanco, que a su vez se encuentra sobre una Cruz de San Jorge blanca y roja y ésta sobre un rectángulo azul. 
Himno de Três Lagoas
Música: Euzébio Siqueira Brandão
Letra: Antonieta Josefina Costa Araújo
« Três Lagoas gentil
Róseo solo amoroso

É teu céu cor de anil

Solo Régio e formoso

Lagos calmos sutis

Alma plena de paz

Gente boa e feliz

Ontem e hoje viril capaz

Alma plena de paz

Solo Augusto

De um povo audaz»
« Três Lagoas gentil
Rosáceo suelo amoroso

Es tu cielo color añol

Suelo reigo y hermoso

Lagos calmados penetrantes

Alma plena de paz

Gente buena y feliz

Ayer y hoy viril honrado

Alma plena de paz

Suelo Augusto

De un pueblo audaz
»

### Población
Desde su creación, la población del municipio de Três Lagoas ha crecido de forma constante. 
| Crecimiento demográfico | Crecimiento demográfico |
| ----------------------- | ----------------------- |
| 1991                    | 68.162                  |
| 1996                    | 74.797                  |
| 2000                    | 78.900                  |
| 2004                    | 84.650                  |
| 2005                    | 85.886                  |
| 2006                    | 87.113                  |

Según datos publicados por la prefectura, la previsión es que, debido al acelerado proceso de industrialización de la ciudad, en cuatro años Três Lagoas se convierta en la segunda ciudad del estado de Mato Grosso do Sul tanto en términos de población como en importancia política y económica.

### División territorial
Três Lagoas está dividió en cinco distritos y estos en más de cincuenta barrios. 
Barrios
Distritos
- Arapuá;
- Garcias;
- Guadalupe do Alto Paraná;
- Ilha Comprida;
- Três Lagoas (Sede).

## Economía
| Crecimiento del producto interior bruto (PIB) | Crecimiento del producto interior bruto (PIB) | Crecimiento del producto interior bruto (PIB) |
| Año                                           | PIB (R$)                                      | PIB per cápita (R$)                           |
| --------------------------------------------- | --------------------------------------------- | --------------------------------------------- |
| 1999                                          | 403.766.000,00                                | 5.139,04                                      |
| 2000                                          | 444.703.000,00                                | 5.575,45                                      |
| 2001                                          | 615.556.281,00                                | 7.602,27                                      |
| 2002                                          | 695.419.268,00                                | 8.461,22                                      |
| 2003                                          | 906.426.249,00                                | 10.865,81                                     |
| 2004                                          | 991.504.452,00                                | 11.712,98                                     |

Três Lagoas es la capital del llamado Bolsón de Mato Grosso do Sul, una región rica, en la que el estado recauda gran parte de sus impuestos. En esta zona, la actividad económica principal es la agropecuaria. Con la crisis que sufre actualmente ese sector, el turismo y la industria se están convirtiendo en alternativas económicas para la región. Según datos del IBGE, Três Lagoas posee un total de 1497 establecimientos comerciales, de los cuales 323 son industrias de transformación. Desde el punto de vista turístico Três Lagoas forma parte de la llamada Costa Este de Mato Grosso do Sul.

## Ambiente
Con su diversidad de biota, ecosistemas y especies animales y vegetales, la situación medioambiental treslagoense es un reflejo de la general del país. Aunque no posea una gran población, debido a su importancia económica y a la gran transformación del territorio que ha hecho el hombre, muchas veces sin seguir informes medioambientales, la naturaleza de la zona se encuentra amenazada.

El mayor desastre ecológico que ha tenido lugar en la población ocurrió cuando se llenó la presa hidroeléctrica, que consumió una parte considerable del territorio del municipio y ahogó a miles de animales y vegetales en peligro de extinción, terminó con la mayor reserva de arcilla de América del Sur y disminuyó enormemente la riqueza del ecosistema municipal, llegando incluso a considerarse el mayor desastre ecológico de la Historia de Brasil. 
Entre los nuevos desafíos para la política ambiental municipal se encuentra la llegada de la International Paper y del Grupo Votorantim, fábricas papeleras, debido a la gran cantidad de contaminación que producen estas industrias. Otras industrias que utilizan procesos químicos potencialmente perjudiciales al medioambiente tiene previsto instalarse en el municipio. 

## Urbanismo
Aún en la década de los 10, antes incluso de la creación oficial de la ciudad, el ingeniero Oscar Guimarães, funcionario de la Línea Férrea del Noroeste de Brasil, planeó y proyectó el trazado urbano treslagoense. Pese a que el plano nunca fue reeditado o expandido, Três Lagoas aún se diferencia de otras ciudades similares por su planificación urbana. 
El proyecto de Oscar Guimarães para Três Lagoas se encaja en el modelo clásico de planeamiento urbano, asemejándose a los conjuntos de manzanas en forma de tablero de ajedrez, unidos entre sí por bulevares arbolados.
Debido al hecho de que Três Lagoas creció de manera constante, sin grandes explosiones demográficas, los planos originales de Oscar Guimarães aún sirven para acoger a la población sin grandes problemas. De cualquier manera, la actual falta de infraestructuras puede agravarse si se cumplen las previsiones de crecimiento poblacional para los próximos años. Estas carencias serán tratadas en el próximo plan rector del municipio. 
En los últimos años, no obstante, se han ido creando edificios en dos estilos arquitectónicos distintos. Se trata de la arquitectura posmoderna y el estilo Mock Tudor. Sobre la arquitectura posmoderna, se puede observar principalmente en edificios comerciales. La influencia del estilo Mock Tudor, semejante a la que se puede observar en los suburbios estadounidenses, se puede observar en edificios residenciales.

## Infraestructuras

### Educación
Três Lagoas posee un ratio de 0.869 en educación de acuerdo con el PNUD, lo que es considerado alto. Dispone de cuarenta y seis escuelas de educación infantil, primaria y secundaria (cuarenta y cinco en la zona urbana y una en la zona rural). Entre las instituciones de estudios superiores se encuentran: 
- Universidad Estatal de Mato Grosso do Sul (UEMS);
- Universidad Federal de Mato Grosso do Sul (UFMS);
- Facultades Integradas de Três Lagoas (AEMS).

El censo escolar del Inep arroja una cifra de 24.821 alumnos matriculados en Três Lagoas durante el año lectivo de 2006, cifra que no tiene en cuenta el número de alumnos de estudios universitarios. Los alumnos se encuentran distribuidos de la siguiente manera: 
|  | 2,09 |

|  | 11,35 |

|  | 61,83 |

|  | 13,58 |

|  | 1,28 |

|  | 1,55 |

|  | 8,28 |

|  | 2,09 |

|  | 11,35 |

|  | 61,83 |

|  | 13,58 |

|  | 1,28 |

|  | 1,55 |

|  | 8,28 |

Según el IBGE, en 2003 había 3.557 alumnos matriculados en centros de Educación Superior. Estas cifras desactualizadas, sumadas al número de alumnos del censo escolar de 2006, arroja un total de 28.378 estudiantes en la localidad, es decir, el 32,57% de la población según la población estimada para 2006. 
Del total, aproximadamente el 10% de los estudiantes de educación infantil, primaria, secundaria, bachiller y formación profesional se encuentran en centros privados. En la Enseñanza superior, aproximadamente un tercio de los alumnos se encuentran matriculados en centros privados. 
La red municipal de escuelas de Três Lagoas, posee trece escuelas y dos mil quinientos alumnos. A partir de 2007 los niños de Educación infantil y de Educación primaria deberán cursar la metodología Grupo Positivo, que implementó el SABE (Sistema Aprende Brasil de Enseñanza). En el primer trimestre de este año, todas las escuelas de la red municipal contarán con aulas de informática y polideportivos cubiertos. La prefectura de la ciudad ofrece, además becas de estudios por el valor del 80% del coste para profesores de la ciudad que no posean el graduado.
La ciudad cuenta con un número total de 1308 profesores de educación infantil, primaria, secundaria y superior, según los informes del IBGE para los años 2003-2004. 
|  | 7,57 |

|  | 14,20 |

|  | 30,34 |

|  | 11,81 |

|  | 12,28 |

|  | 4,20 |

|  | 7,57 |

|  | 14,20 |

|  | 30,34 |

|  | 11,81 |

|  | 12,28 |

|  | 4,20 |

### Sanidad
El municipio dispone de 308 camas sanitarias, siendo 191 de ellas propiedad del Sistema Único de Sanidad (públicas) y 117 privadas. Existen 3,62 camas cada mil habitantes. Los servicios sanitarios de la localidad se dividen en: 
- dos hospitales: Hospital Nossa Senhora Auxiliadora y Hospital Unimed
- una maternidad
- 19 centros de salud
- 45 establecimientos privados (incluyendo clínicas y consultas)
- 6 laboratorios
- 2 cementerios: cementerio municipal de Três Lagoas y cementerio del Soldado

### Transportes
Três Lagoas se encuentra en una encrucijada viaria, fluvial, aeroviaria y ferroviaria de Brasil. Esto facilita los movimientos de la población y de las mercancías de la región a todos los puntos del país así como a otros mercados en el extranjero. 
El municipio cuenta con un aeropuerto que ha sido recientemente remodelado para permitir la llegada de aviones mayores así como para adaptarlo a las normas de seguridad y a las necesidades de las empresas de aviación. Por la localidad pasan varias autopistas a través de las cuales se puede llegar a los estados vecinos así como a otros países de la zona, Bolivia, Paraguay, Chile y Argentina. Existe una esclusa que permite la navegación fluvial hasta la ciudad de Santos, principal puerto marítimo del estado de São Paulo. 
La flota municipal está compuesta por 25.355 vehículos de los cuales 13.575 son automóviles y 8.763 motocicletas. Três Lagoas también dispone de un servicio de transporte público.
Aquí se encuentra la estación de Três Lagoas.

## Cultura

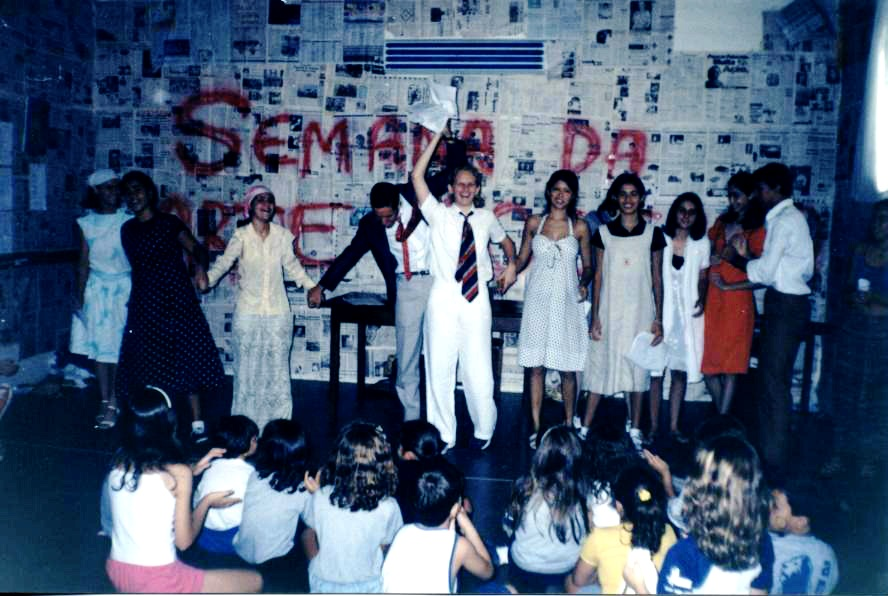
Grupo juvenil de teatro y cine experimentales en la extinta escuela Peter Pan.

La cultura treslagoense está muy influencia por los orígenes de sus habitantes. Entre las corrientes principales de estas influencias se encuentran las provenientes de Bahía, Minas Gerais, São Paulo así como de países lejanos como Italia, Siria, El Líbano, Japón y Paraguay. Três Lagoas es la ciudad más cosmopolita del estado de Mato Grosso do Sul. 
Además, pese a que Três Lagoas es una zona urbana, existe una gran interacción con el medio rural. Los ciudadanos suelen acudir a ranchos y casas de veraneo en zonas rurales situadas en las márgenes de los ríos Sucuriú y Paraná. De forma contraria, los habitantes de las zonas rurales suelen tener residencias en la ciudad, a la que acuden frecuentemente. La proximidad del campo es perceptible en Três Lagoas por la facilidad para encontrar productos frescos en el mercado. De cualquier manera, la ciudad ofrece varias actividades de ocio que permiten mantener una vida completamente urbana. 
| Otros datos          | Otros datos        |
| -------------------- | ------------------ |
| Padrón               | San Antonio        |
| Diócesis             | Três Lagoas        |
| Área Urbana          | 40 km²             |
| Espacios públicos    | 500                |
| Domicilios           | 50 mil (est. 2000) |
| Potencial de consumo | 0,05 (est. 2006)   |

### Costumbres
Entre las costumbres y fiestas de Três Lagoas destaca la fiesta del folclore y la exposición ganadera, que se celebran una vez al año. En la ciudad se celebran varios rodeos. La popularidad de la celebración del Bon Odori muestra el grado de diseminación de la cultura japonesa en la ciudad. 
En términos musicales, los treslagoenses disfrutan con estilos como el forró, chamamé y la samba, aunque entre los jóvenes la música estadounidense está muy difundida. 
El Tereré es muy apreciado por todos los habitantes de la ciudad, especialmente por los jóvenes que se reúnen en los atardecer para tomarlo. 

### Artesanía
En Três Lagoas, entre la artesanía que se puede encontrar a la venta, se encuentran piezas de cerámica pintadas con muchos colores, y representando generalmente a la fauna que habita en la región del Pantanal. En estos trabajos se suelen utilizar maderas típicas de la región. Otros objetos típicos de la zona son los vasos de cristal decorativos así como los bordados y encajes. 

### Gastronomía
La gastronomía de Três Lagoas presenta una confluencia de estilos. Debido a la abundancia de ganado bovino en la región, el churrasco es uno de los platos más típicos, acompañándose siempre con mandioca, arroz y salsa de tomate. 
En cuanto a la repostería destacan los dulces de leche, las compotas de frutas, los helados así como una serie de dulces típicos hechos con millo, curales y pamonhas, siendo estos últimos originarios de Minas Gerais. 
Además, debido a los inmigrantes residentes en la ciudad, la cocina de la localidad se ve influida por la gastronomía árabe, japonesa y portuguesa, destacando de esta última la preparación del bacalao.

### Vida cultural
Três Lagoas, debido a su tamaño medio, posee instalaciones de teatro y de cine experimentales, que trabajan de forma alternativa. La ciudad carece de una vida nocturna destacable. Entre sus bibliotecas, anfiteatros, auditorios, centros de convenciones y cines se encuentran: 
- Biblioteca Pública Municipal Rosário Congro: es la biblioteca municipal, en la que se encuentra el centro cultural Irene Marques Alexandria;
- Biblioteca de la Universidad Federal de Mato Grosso do Sul, abierta al público en general;
- Anfiteatro de la Associação de Ensino e Cultura de Mato Grosso do Sul, con 100 asientos;
- Anfiteatro de la Fundação Universidade Federal de Mato Grosso do Sul - Campus 1, con 390 asientos;
- Auditorio del centro cultural Irene Marques de Alexandria;
- Centro de Convenciones Municipal, con 240 asientos.
- Cine Três Lagoas: posee 1 sala con 200 asientos.

## Deportes
Debido a sus características geográficas, con su relieve relativamente llano y su planificación urbanística caracterizada por grandes plazas, áreas verdes, gimnasios y estadios, en Três Lagoas se suelen practicar numerosas actividades deportivas. De esta ciudad han salido varios deportistas de renombre nacional e internacional, entre los que destaca Zequinha Barbosa. La ciudad posee las siguientes instalaciones deportivas:
Estadios municipales
- Estádio Municipal Laerte País Coelho;
- Estádio Benedito Soares Mota o "Madrugadão", con capacidad para 10 mil espectadores.

Gimnasios
- Gimnasio Municipal de Três Lagoas.

Equipos de fútbol
- Comercial Três Lagoas;
- Misto Futebol Clube.
- Elite F.C.